# Fyzikové
Fyzikové (německy: Die Physiker) je tragikomedie o dvou aktech od švýcarského spisovatele Friedricha Dürrenmatta. V tomto díle se zabývá otázkou, zda vynálezci a vědci nesou odpovědnost za své objevy. Často je hra spojována s vynálezem atomové bomby a odpovědností vědců za její ničivou sílu.
Hra byla poprvé představena v Curychu v roce 1962 a vydána ve stejném roce nakladatelstvím Verlags AG "Die Arche". Z německého originálu ji v roce 1963 do češtiny přeložili Bohumil Černík a Milan Lukeš. V tomto roce byla hra také uvedena v Městských divadlech pražských (režie Ladislav Vymětal) a tuto inscenaci ocenil při své návštěvě i sám autor.

## Hlavní postavy
- Johann Wilhelm Möbius – geniální fyzik
- Ernst Heinrich Ernesti – Einstein – tajný agent snažící se získat Möbiovy nápady
- Herbert Georg Beutler – Newton – tajný agent snažící se získat Möbiovy nápady
- Mathilde von Zahnd – psychiatrička, vedoucí sanatoria

## Shrnutí
Příběh se odehrává v salonu sanatoria Les Cerisiers, idylického domova pro duševně nemocné, vedeného psychiatričkou Mathilde von Zahnd. Salon je spojen se třemi místnostmi, z nichž každá je obývána duševně nemocným pacientem. Těmto třem mužům, „známým“ fyzikům, je povoleno používat salon, kde jsou pravidelně sledováni sestřičkami, které mají na starosti jejich péči.
Prvním pacientem je Herbert Georg Beutler, který věří, že je Sir Isaac Newton. Druhým pacientem je Ernst Heinrich Ernesti, který se domnívá, že je Albert Einstein. Třetím pacientem je Johann Wilhelm Möbius (jméno připomíná Augusta Ferdinanda Möbia). Ten věří, že je pravidelně navštěvován biblickým králem Šalomounem. Když hra začíná, „Einstein“ právě uškrtil jednu ze zdravotních sester a policie zkoumá scénu. Z diskuse policistů vyplývá, že jde o druhé zabití sestry jedním z těchto tří pacientů za pouhé tři měsíce, přičemž první vražda byla spáchána „Newtonem“.
Motiv těchto dvou vražd je zřejmý z druhého aktu hry, když se zjistí, že žádný ze tří pacientů není šílený, ale všichni jen šílenství předstírají. Möbius je ve skutečnosti geniální fyzik, jehož objevy zahrnují takové výsledky, jako řešení problému gravitace, „unitární teorii elementárních částic“ a „princip univerzálního objevu“. Möbius se obával, co by lidstvo mohlo s těmito objevy udělat, a rozhodl se svou práci nezveřejnit. Místo toho předstíral šílenství, aby mohl být přijat do sanatoria a chránit tak své znalosti před světem. Möbiovi se však nepodařilo vyhnout pozornosti. „Einstein“ a „Newton“ jsou vyzvědači ze dvou různých zemí, a pronikli do Les Cerisiers, aby zajistili Möbiovy dokumenty a pokud možno i samotného muže. Každý agent zavraždil zdravotní sestru, aby ochránil svá tajemství a posílil své simulované šílenství.
Ve vrcholné scéně hry všichni tři muži odhalují svá tajemství a každý z agentů se pokouší přesvědčit Möbia, aby šel s ním. Möbius je však přesvědčí, že tajemství, která objevil, jsou pro člověka příliš hrozná na to, aby je lidstvo znalo. Ujišťuje je, že jejich úsilí je marné, protože nedávno spálil všechny dokumenty, které během svého pobytu v sanatoriu vytvořil. Po dlouhé debatě se konečně shodnou na tom, že ochrání lidstvo a prožijí zbytek svého života v sanatoriu.
Tyto ušlechtilé plány jsou však zmařeny konečným zvratem hry. Doktorka Mathilde von Zahnd, vedoucí Les Cerisiers, vstoupí do salonu a sdělí třem mužům, že je během celé konverzace odposlouchávala. Kromě toho ví o Möbiovi už léta a také si tajně kopírovala jeho dokumenty, aby mohla použít jeho vědecké objevy k vybudování mezinárodní říše. Věří, že s ní mluví král Šalomoun, a věří, že se díky svému vedení a Möbiovým objevům může stát nejmocnější ženou na Zemi.
Příběh končí pocitem blížící se zkázy. Möbius, „Newton“ a „Einstein“ jsou přemoženi a uvězněni; každý ze tří mužů mluví žalostně k publiku a zdůrazňuje nejen svou situaci, ale i situaci celého lidstva.